# Kawasaki ZX-12R Ninja
ZX-12R Ninja — спортивний мотоцикл виробництва компанії Kawasaki. Аж до 2006 року був найпотужнішим серійним мотоциклом. Відрізняється жорсткою роботою КПП, підвісками з широким діапазоном налаштувань і важкою керованістю.
Максимальна швидкість обмежена 300 км/год. На тестових випробуваннях досягав швидкості 320 км/год.
У 2006 році його замінив Kawasaki ZZR 1400.

## Технічні характеристики
- Двигун 1199 см³, 4-тактний, 4-циліндровий, рядний, DOHC, 4 клапана, рідинне охолодження
- Максимальна потужність 185 к.с. при 10000 об / хв
- Максимальний крутний момент 134 Нм при 7500 об / хв
- Довжина 2070 мм
- База 1440 мм
- Суха маса 215 кг
- Передня шина 120/70-ZR17
- Задня шина 200/50-ZR17

### Основна Інформація
Модель: Kawasaki Ninja ZX-12 R
Рік випуску: 2005
Тип мотоцикла: спортбайк

### Двигун і трансмісія
Тип двигуна: рядний 4-циліндровий
Тактів: 4
Паливна система: Injection. Fuel injection with 46mm throttle bodies and sub throttles
Контроль палива: DOHC
Запалювання: Digital
Об'єм двигуна: 1.20
Компресія: 12.2:1
Діаметр х Хід поршня: 83.0 x 55.4
Охолодження: рідинне
Коробка передач: 6 швидкостей
Стартер: електро
Привід: ланцюг